# Progoniada regularis
Progoniada regularis är en ringmaskart som beskrevs av Hartman 1965. Progoniada regularis ingår i släktet Progoniada och familjen Goniadidae. Inga underarter finns listade i Catalogue of Life.